# Политическое открытие Бразилии
Политическое открытие Бразилии ( порт. abertura politica   ) — период либерализации военного режима в Бразилии завершившимся его падением, подписанием новой конституции страны и демократизацией страны.  Генерал Эрнесту Гейзель запустил либерализацию ( distensão ) в 1974 году, позволив оппозиционной партии Бразильское демократическое движение баллотироваться в конгресс. В 1978 году, он работал над устранением нарушений прав человека и начал отменять фундамент военной диктатуры, Институциональные акты. Генерал Жуан Фигейреду, избранный в следующем году, продолжил переход к демократии, освободив последних политических заключенных в 1980 году и установив прямые выборы в 1982 году. Выборы 1985 года правящей оппозиционной партии ознаменовали конец военной диктатуры. Процесс либерализации окончился успехом. 
В историографии имеются разногласия относительно того, было ли открытие вызвано разногласиями среди элиты страны или давлением со стороны гражданского общества, в том числе церковных низов, нового профсоюзного движения и оппозиционных избирателей. 

## Книги
- Hagopian, Frances. The Traditional Political Elite and the Transition to Democracy // Traditional Politics and Regime Change in Brazil :  [англ.]. — Cambridge University Press, 2007. — ISBN 978-0-521-03288-9.
- Orme, John (1988). Dismounting the Tiger: Lessons from Four Liberalizations. Political Science Quarterly. 103 (2): 245–265. doi:10.2307/2151183. ISSN 0032-3195. JSTOR 2151183.

## Дальнейшее чтение
- Levine, Robert M. (1976). Brazil: The Aftermath of 'Decompression'. Current History. 70 (413): 53–81. ISSN 0011-3530. JSTOR 45314159.
- Mainwaring, Scott; Viola, Eduardo J. (1985). TRANSITIONS TO DEMOCRACY: Brazil and Argentina in the 1980s. Journal of International Affairs. 38 (2): 193–219. ISSN 0022-197X. JSTOR 24356910.
- Mainwaring, Scott (1986). The Transition to Democracy in Brazil. Journal of Interamerican Studies and World Affairs. 28 (1): 149–179. doi:10.2307/165739. ISSN 0022-1937. JSTOR 165739.
- Porto, Mauro. Telenovelas, Symbolic Representation and National Identity // Media Power and Democratization in Brazil: TV Globo and the Dilemmas of Political Accountability. — Routledge, 2012. — P. 122–144. — ISBN 978-1-136-31632-6.